# Dansk Melodi Grand Prix 2026
Dansk Melodi Grand Prix 2026 bliver den 56. udgave af Dansk Melodi Grand Prix. Konkurrencens formål er at finde den sang, der skal repræsentere Danmark ved Eurovision Song Contest 2026 i Østrig eftersom landet vandt i 2025 med sangeren JJ og nummeret "Wasted Love".

## Deltagere
Deltagerne bliver først afsløret i starten af 2026.